# 居留此地
《居留此地》（英語：Bending the Arc）是一部2017年美國紀錄片，講述健康伴侶組織的醫生和人道主義者成員的故事，包含金墉、保羅·法莫爾、奧菲利亞·達爾和安妮斯·比納加霍，他們致力於貧困國家的創新醫療保健。導演基夫·大衛遜（Kief Davidson）與佩德羅·科斯（Pedro Kos）關注他們在海地、秘魯和盧旺達農村地區治療和根除结核病及艾滋病的持續努力奮鬥。麥特·戴蒙與班·艾佛列克擔任執行製片人。《居留此地》於2017年1月23日在日舞影展舉行全球首映。

## 內容

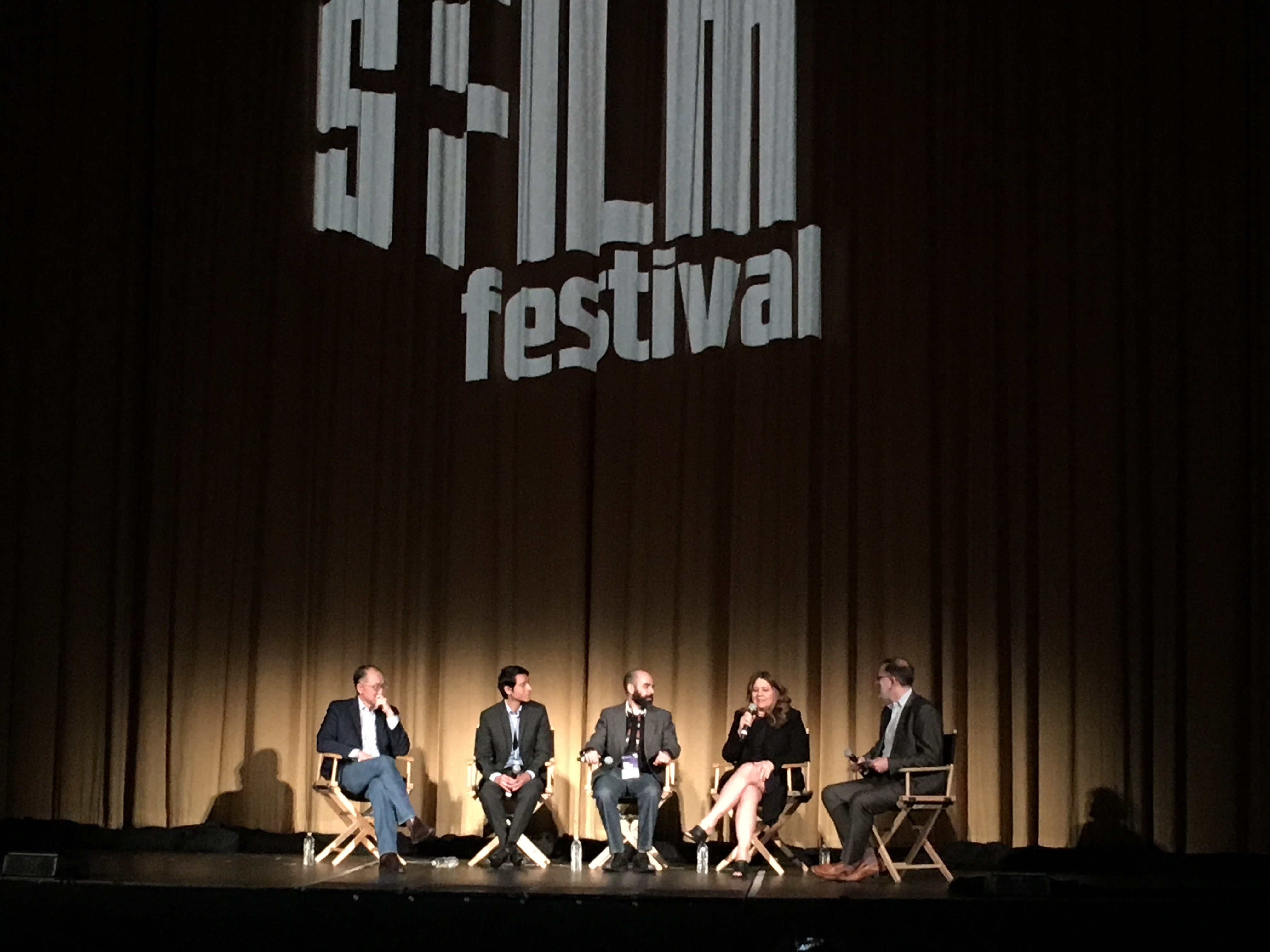
2017年4月14日，金墉、導演佩德羅·科斯、監製柯莉·謝柏德·斯特恩（Cori Shepherd Stern）出席舊金山國際影展。

保羅·法莫爾與金墉1980年代於哈佛医学院結識，兩人都被對社會正義的共同渴望所吸引。他們與激進主義者奧菲利亞·達爾合作嘗試為貧困國家的人們提供優質的醫療保健服務。他們籌集資金並在海地農村開設了一家診所，但發現需要整合更多的社區工作來實現他們的目標。透過加深對文化的敏感接觸、針對傾聽的技巧、當地合作夥伴關係和家訪，治療得到了顯著改善，從而成立了健康伴侶。紀錄片講述了他們從海地開始治療耐多藥結核病的故事，並與安妮斯·比納加霍醫生一起在盧旺達倡導和實施抗反轉錄病毒療法。

## 製作
《居留此地》由基夫·大衛遜（Kief Davidson）與佩德羅·科斯（Pedro Kos）使用傳統的紀錄片模式、混合早期的影像片段和當前的採訪來講述金墉、保羅·法莫爾、奧菲利亞·達爾和安妮斯·比納加霍如何參與健康伴侶組織的故事。導演還會向他們展示陳舊鏡頭，以引起他們現在的反應。麥特·戴蒙與班·艾佛列克擔任執行製片人，他們表示相當讚賞片中四人的傑出貢獻。

## 發行和反響
《居留此地》2017年在日舞影展、邁阿密國際影展和舊金山國際影展上放映。
在格林威治國際影展上贏得最佳紀錄片獎。
《居留此地》贏得外界普遍好評。評論匯總網站爛番茄根據14條評論，本片獲得100%的新鮮度，均分8.00／10。Metacritic網站上根據7條評論，本片獲得80分，屬「普遍好評」。

## 外部連結
- 官方网站
- 互联网电影数据库（IMDb）上《居留此地》的资料（英文）